# Маратхи (језик)
Маратхи (मराठी, Marāṭhī) је један од индоаријских језика из фамилије индоевропских језика. Њиме говори око 73 милиона људи (2007), углавном у Индији (држава Махараштра) и на Маурицијусу. Један је од 23 званична језика Индије, и један од 20 највећих језика света по броју говорника. Маратхи језик је стар бар хиљаду година. Граматика и синтакса му је изведена из, старијег, санскрита. Маратхи има трећи највећи број изворних говорника у Индији, после хиндија и бенгалског. Овај језик има неке од најстаријих књижевности од свих модерних индијских језика, која датира из око 600. године. Главни маратхски дијалекти су стандардни маратхи и вархадски дијалект. Колски, ахирански дијалект, посебно (подручје Кандеша), агријски и малвански конкански су били под великим утицајем маратхских варијетета.
Маратхи разликује инклузивне и ексклузивне облике „ми“ и поседује тространи родни систем који поред мушког и женског карактерише и средњи род. У својој фонологији, он контрастира апико-алвеоларне са алвеопалаталним африкатима и алвеоларне са ретрофлексним латералима странама ( и  (маратхска слова ल и ळ).

## Географска распрострањеност
Маратхи се првенствено говори у Махараштри и деловима суседних држава Гујарат (у Сурату, Вадодари), Мадја Прадеша, Гоји, Чатисгару и Карнатаки (у окрузима Белгаум и Бидар), Телангани, територији унија Даман и Диу и Дадра и Нагар Хавели. Некадашњи маратхски владајући градови: Барода, Индор, Гвалиор, Јабалпур и Танџавур већ вековима имају велике популације које говори маратхи. Маратхи такође говоре и маратхски мигранти у другим деловима Индије и у иностранству. На пример, људи из западне Индије, који су емигрирали на Маурицијус почетком 19. века, такође говоре маратхски.
Према попису становништва из 2011. у Индији је било 83 милиона изворних говорника маратхија, што га чини трећим матерњим језиком после хиндија и бенгалског. Изворни говорници маратхија чине 6,86% индијског становништва. Изворни говорници маратхија чинили су 70,34% становништва у Махараштри, 10,89% у Гои, 7,01% у Дадри и Нагар Хавелију, 4,53% у Даману и Диу, 3,38% у Карнатаки, 1,7% у Мадја Прадешу и 1,52% у Гујарату.

### Интернатионал
Следећа листа састоји се од укупног броја говорника маратхија широм света у издању Етнолога за 2019, језичке референце коју објављује  Интернашонал, са седиштем у Сједињеним Државама.
| Земља       | Популација говорника | Напомене      |
| ----------- | -------------------- | ------------- |
| Аустралија  | 13.100               | 2016 census   |
| Канада      | 8.300                | 2016 попис    |
| Израел      | 11.000               | Leclerc 2018a |
| Маурицијус  | 17.000               | Leclerc 2018c |
| Нови Зеланд | 2.900                | 2013 попис    |
| УК          | 6.410                | 2011 попис    |
| САД         | 73.600               | 2015 попис    |

## Статус
Маратхи је службени језик Махараштре и додатни службени језик на територијама уније Даман и Диу и Дадра и Нагар Хавели. У Гои, конкански је једини службени језик; међутим, маратхи се исто тако може користити за све службене сврхе. Маратхи је укључен међу језике који су део Осмог прилога Устава Индије, дајући му тако статус „планираног језика“. Влада Махараштре је поднела захтев Министарству културе за додељивање статуса класичног језика маратију.
Савремена граматичка правила која је описала институција Махараштра Сахитја Паришад и која је одобрила влада Махараштре требало би да имају предност у стандардном писаном маратхију. Традиције маратхске лингвистике и горе наведена правила дају посебан статус тацамима, речи прилагођених санскрту. Овај посебан статус очекује да се поштују правила за тацаме као на санскрту. Ова пракса пружа маратхију велики корпус санскритских речи да се носи са захтевима нових техничких речи кад год је то потребно.
Поред свих универзитета у Махараштри, Универзитет Махараџа Сајаџирао Барода у Вадодари, Универзитет Османија у Хидерабаду, Универзитет Карнатака у Дарваду, Универзитет Гулбарга у Гулбарги, Универзитет Деви Ахилија у Индору и Универзитет Гое у Гои имају посебна одељења за више студије маратхске лингвистике. Универзитет Јавахарлал Нехру (Њу Делхи) најавио је планове за оснивање посебног одељења за маратхи језик.
Маратхски дан се слави 27. фебруара, на рођендан песника Кусумаграја (Вишну Ваман Ширвадкар).